# Mycogalopsis
Mycogalopsis is een monotypisch geslacht van schimmels uit de familie Pyronemataceae. Het bevat alleen Mycogalopsis retinospora.